# Desmoplakin
Desmoplakin ist ein Protein, das in Desmosomen vorkommt. Desmosomen sind Proteinkomplexe in der Zellmembran, die einen Kontakt zur Nachbarzelle herstellen.

## Eigenschaften
Desmoplakin ist ein Bestandteil der desmosomalen Plaques. Es stellt unter Zuhilfenahme von den Ankerproteinen Plakoglobin und Plakophilin die Verbindung von Intermediärfilamenten zu den Proteinen der Zellkontakts her. Dies sind z. B. Keratinfilamenten bei Epithelgeweben oder Desmin bei Herzgewebe mit den transmembranären Proteinen Desmoglein und Desmocollin der Cadherin-Familie her. Dadurch wird das Zytoskelett mit den Zell-Zell-Kontakten verbunden.
Bei einer Loss-of-Function-Mutation des Desmoplakin, zum Beispiel durch eine Deletion mit einer Verschiebung des Frameshifts und vorzeitigem Abbruch der Translation mit verkürztem und nicht funktionellem Protein, kommt es zu einer arrhythmogenen Cardiomyopathie.